# アイゼナハ派
通常アイゼナハ派（アイゼナハは）と称されるドイツ社会民主主義労働者党 (ドイツしゃかいみんしゅろうどうしゃとう、ドイツ語: Sozialdemokratische Arbeiterpartei Deutschlands、SDAP) は、ドイツ統一時代の北ドイツ連邦におけるマルクス主義の社会主義政党。
1869年にアイゼナハで創立されたアイゼナハ派は、ドイツ帝国時代を通じて存在した。その創設地と綱領からアイゼナハ派と呼ばれる。19世紀のドイツ労働運動草創期における最初の政治的組織であった。公式にドイツ社会民主労働者党という名前であったのは1869年から1875年にかけての6年間だけであった。しかしながら、名前と政治的パートナーシップに変遷がありつつも、その系譜は今日のドイツ社会民主党までたどることができる。

## 起源

### ドイツ労働者協会連盟とドイツ社会民主労働者党
アイゼナハ派はドイツ労働運動の統一運動のうちに最初期に現れた組織の一つと認識されているが、最初ではない。 1869年の結成当時、産業革命で急成長した労働者階級は、労働者擁護のための注目すべき団体をすでにいくつか設立していた。その代表的なものが、レオポルド・ゾンネマンのドイツ労働者協会連盟(Verband Deutscher Arbeitervereine、VDAV)とフェルディナント・ラッサールの全ドイツ労働者協会（Allgemeiner Deutscher Arbeiterverein、ADAV）であった。
最も規模が大きかったのはVDAVであった。1860年代を通して、 1860年代までは、ほとんど非政治的で、経済闘争に特化し、経済的自由主義のパラダイムと完全に一体化していた。 VDAVは、ラサール率いるADAVの政治扇動を無視することに全力を尽くした。ラサール派は、基本的な経済問題への取り組みが不十分だと見られていた。 彼らの政治的アピールの多くは、ドイツのナショナリズムと大ドイツ主義を支持するにおける憂慮すべき過激さだ、と社会主義者が考えたことに基づいていた。 彼らは軍国主義的なプロイセン王国と親密だった。結果として、ドイツ統一戦争が引き起こしたさまざまな混乱が、それまで動かなかったVDAVの大部分を政治化させた。 ゾンネマンに従って穏健な社会主義の新ドイツ人民党（1868年創立）に移った者もいれば、VDAVの体制を完全に捨てて、より急進的な政党を設立しようとした者もいた。

### アイゼナハ派
ザクセン州のアイゼナハで1869年8月7日から9日に開かれたドイツ労働者協会連盟の大会において、VDAVの活動家たちはドイツ社会民主労働者党を創立した。このとき、反プロイセン的なザクセン人民党と、全ドイツ労働者協会の反シュヴァイツァー派も合流している。のちにアイゼナハ派と呼ばれるこの面々は、ヴィルヘルム・リープクネヒトとアウグスト・ベーベルの指導のもとにあった。
アイゼナハ大会には、多くの労働者協会、労働組合、全ドイツ労働者協会の元メンバー、国際労働者協会（第1インター）のドイツ支部メンバーなど264人が参加した。
結成大会で採択されたアイゼナハ綱領は、マルクスの影響とラサールの影響の両方が認められる。綱領は3条からなり、第1条には党の目的として「自由な人民国家の樹立」をかかげ、第2条には6項目からなる党の基本原理、第3条には10項目からなる当面の要求がかかげられている。半ラサール運動であった全ドイツ労働者協会連盟とラサール派内の反シュヴァイツァー派の合同という経緯から、基本原理にはニュルンベルク綱領からとられている部分が多く、当面の要求に関しては全ドイツ労働者協会の綱領の要素が取り込まれている。この綱領はのちのゴータ綱領の基礎となった。
ベーベルとリープクネヒトの友人であり指導者であった政治理論家カール・マルクスは、新しく結成された党に個人的に大きな影響を与えた。そして、マルクスとフリードリヒ・エンゲルスは、国際労働者協会（第1インターナショナル）への加盟を認めた。

## 組織
マルクスの存命中に存在したアイゼナハ派は、その用語法がやや不明確であったにもかかわらず、ほとんどの観察者からはマルクス主義とみなされていた。国際労働者協会に加盟していたことと、リープクネヒトがマルクスと個人的に親密な関係にあったことから、この党はそのように呼ばれた。
アイゼナハ派のマルクス主義の性質は、後の数十年間にあらわれた共産党よりも民主社会主義に近かった。 党の綱領は、自由な人民国家（freier Volkstaat）を提唱し、民間協同組合を国家組織と連携させることを求めた。 同党は主に、資本主義の中で労働者が豊かになるための手段としての労働組合運動を支持した。
ドイツ統一問題においては、反プロイセン、連邦制的大ドイツ主義の立場をとった。普仏戦争では、はじめドイツの防衛を支持したが、エルザス・ロートリンゲンの併合には反対し、パリ・コミューンには国際主義の立場から連帯を表明した。

### フォルクスシュタート
党の報道機関はアイゼナハ派の政治戦略にとって不可欠な要素だった。党の新聞は最初『民主週報（Demokratisches Wochenblatt）』、後に『人民国家（フォルクスシュタート）（Der Volksstaat）』と呼ばれ、リープクネヒトが編集していた。同紙は1869年10月2日から1876年9月23日までライプツィヒで発行された。党はまだ独自の印刷所を持っていなかったが、リープクネヒトは労働者のための教育的手段として党の出版物を広く普及させようと意欲的に取り組んだ。『フォルクスシュタート』誌の大半の号は、ドイツの政治状況についての煽動的な文章が中心であったが、リープクネヒトは政治理論に関する論文や 学術講演の記録、さらには大衆小説も可能な限り掲載しようとした。フォルクスシュタートの定期購読者は、1869年末に2000人、1875年3月には7500人に達していた。

## ゴータ大会
違いがある中であっても、アイゼナハ派とラサール率いる全ドイツ労働者協会＝ラサール派は社会主義についてほぼ同じ理解を共有していた。 その類似性は、両者が日常的に監視され、当局から同じように疑わしいとみなされたことを意味するのに足るものであった。この2つの党は、労働者階級の間で同じ聴衆を争っており、より穏健なリベラル組織も同時に争っていた。いずれのグループの立場も決定的に異なっていたのは、ストライキ権に対するコミットメントの度合いであった。また、ドイツ帝国成立によって、ドイツ統一に関する対立点もなくなった。

### ドイツ社会主義労働者党とドイツ社会民主党
アイゼナハ派とラサール派が最終的に合併して統一戦線を形成したとき、穏健派と急進派の競争は沸点に達した。社会主義運動への弾圧が強まる中で、1875年にゴータで開かれた大会で、新しく合併した党はドイツ社会主義労働者党（独: Sozialistische Arbeiterpartei Deutschlands, SAPD）と改称された。その結果、ゴータ綱領は大会参加者をほぼ満足させたが、新しい方針はマルクス自身によって痛烈な論文『ゴータ綱領批判』（1875年）で非難された。
その比較的穏健な姿勢にもかかわらず、ドイツ社会主義労働者党の組織は破壊的とみなされ、1878年の社会主義者鎮圧法によりドイツ帝国によって公式に禁止された。党員たちは厳しい弾圧のなかでも組織化を続けた。1890年に禁止令が解かれると、ドイツ社会民主党（Sozialdemokratische Partei Deutschlands、SPD）と改名し、世論調査で躍進した。1912年ドイツ帝国議会選挙までに、小さなアイゼナハ派の直系であるドイツ社会民主党は、ドイツ最大の政党となった。

ドイツ社会民主党のロゴ

## 遺産
アイゼナハ派はわずか6年という短い寿命で解散したが、ドイツ初の重要な労働党を創設する上で不可欠なきっかけになった。第二次世界大戦後、東ドイツの社会民主党のメンバーは共産党と手を組み、社会主義統一党を結成するに至った。41年間の統治を通じて、同党はマルクス主義者の先達に定期的に敬意を表してきた。西ドイツでは、社会民主党は二大政党のひとつとなり、再統一後も大きな影響力を行使し続けている。その系譜はゴータとアイゼナハのドイツ社会主義労働者党にまで遡る。
当時のドイツの労働運動の革命的潮流を代表するもので、マルクス、エンゲルスの指導下での科学的社会主義の立場に立った労働者党の土台を準備したと評価される。

## 関連文献
- Bauer, Otto (1907) (ドイツ語). Die Nationalitätenfrage und die Sozialdemokratie [The question of nationalities and social democracy]. Vienna: I. Brand. ISBN 0816632650. OCLC 45015748 2013年5月6日閲覧。
- Marx, Karl; Engels, Friedrich (1970) [1875]. Critique of the Gotha Programme. Moscow: Progress Publishers. OCLC 3207214 2013年5月6日閲覧。